# Kogöl (Bondstorps socken, Småland)
Kogöl är en sjö i Vaggeryds kommun i Småland och ingår i Lagans huvudavrinningsområde. Sjön är 5,3 meter djup, har en yta på 0,0185 kvadratkilometer och är belägen 288,1 meter över havet. Sjön avvattnas av vattendraget Bolmån (Ulvhultsån).

## Delavrinningsområde
Kogöl ingår i det delavrinningsområde (638295-138805) som SMHI kallar för Utloppet av Rödvattnet. Medelhöjden är 286 meter över havet och ytan är 6,07 kvadratkilometer. Det finns inga delavrinningsområden uppströms utan avrinningsområdet är högsta punkten. Bolmån (Ulvhultsån) som avvattnar avrinningsområdet har biflödesordning 2, vilket innebär att vattnet flödar genom totalt 2 vattendrag innan det når havet efter 238 kilometer. Delavrinningsområdet består mestadels av skog (64 procent) och sankmarker (24 procent). Avrinningsområdet har 0,48 kvadratkilometer vattenytor vilket ger det en sjöprocent på 8 procent.